# Maurice Engelen
Maurice Joseph François Engelen (Herselt, 7 januari 1959) is een Belgische Artiest, vooral bekend van Praga Khan.
Hij begon zijn muziekcarrière als co-manager en co-eigenaar van het door Roland Beelen opgerichte platenlabel Antler-Subway Records. Het platenlabel richt zich naast new beat-genre op alternative indie bands, maar ook pop en rock artiesten. Met de groep Lords of Acid toerde hij tot in Japan en Amerika. Zijn grootste successen bereikte Engelen onder zijn pseudoniem Praga Khan, waar uiteindelijk een volledige groep uit groeide.
Naast zijn strikt muzikale projecten is Engelen ook geïnteresseerd in andere kunstvormen. Hij schrijft onder andere in opdracht van het Koninklijk Ballet van Vlaanderen de muziek voor Not Strictly Rubens, mengt kunst met technologie in de theatertour Frame By Frame en creëerde filmmuziek voor onder andere Basic Instinct, Ben X, Sliver, Mortal Kombat, Austin Powers, Strange days en Sucker Punch.
Eind 2008 was hij jurylid in X Factor op VTM. Hij is intensief betrokken bij de carrière van Tom Dice, een van de acts die hij in het televisieprogramma onder zijn hoede kreeg. Hij startte in 2009 het muziekplatform SonicAngel, samen met Bart Becks en toerde in 2010 in de VS met zijn band Lords of Acid.
Bekende projecten en bands waar Maurice Engelen bij betrokken was:
- 101, vooral bekend van Rock To The Beat
- Jade 4U, pseudoniem voor zangeres Niki Van Lierop
- Major Problem, met New Beat hit Acid Queen
- Dirty Harry (D'Bop)
- Digital Orgasm (Running out of Time, ..)
- The Immortals Het project waarbij de muziek werd geschreven voor de videogame Mortal Kombat met de wereldhit ("Techno Syndrome (Mortal Kombat)")
- Channel-X, met Rave the Rhythm verantwoordelijk voor de ontdekking door Paul Verhoeven, die later muziek van Praga Khan zou gebruiken in o.a. Basic Instinct en Sliver

- Lords of Acid
- Praga Khan

In 2019 kreeg hij van auteursrechtenvereniging Sabam de carrièreprijs Muze.